# Ferești (okręg Vaslui)
Ferești – wieś w Rumunii, w okręgu Vaslui, w gminie Ferești. W 2011 roku liczyła 1897 mieszkańców.